# Le Killing
Le Killing est une série télévisée québécoise diffusée sur Noovo.ca et produite grâce au Fonds indépendant de production et au Fonds Bell (en). 
La première saison a attiré en moyenne 36 000 spectateurs. Elle a généré 400 000 vues et une troisième saison est maintenant envisagée. 
La série est réalisée par Alec Pronovost, qui a été nommé jeune auteur à surveiller en 2020 par Radio-Canada. Il collabore avec Alexandre Pelletier pour l’écriture de la série. Pronovost a obtenu plusieurs distinctions au Québec, pour son travail en humour avec Julien Lacroix, Rosalie Vaillancourt et David Beaucage. La série est produite par la corp et KOTV.
Les principaux comédiens qui jouent dans la série sont Louis Carrière, Olivier Trahan, Daphné Côté-Hallé, Jay Du Temple, Anthony Montreuil, David Beaucage, Jérémy Laliberté, David Bourbonnais et Rosalie Vaillancourt.

## Synopsis
Dans la première saison, des moniteurs de camp sont en compétition dans un jeu d’élimination dont le but est de devenir le Master Killer. Clochette, moniteur à sa 2e année, tente de conquérir une fille en devenant le Master Killer.
Le jeu d’élimination se déroule entre les moniteurs du Camp Saint-Cardinal, à qui on attribue des cibles qu’ils doivent assassiner. En tuant une cible, ils obtiennent une nouvelle cible et ainsi de suite. Le dernier moniteur vivant est déclaré Master Killer.
La saison 2 se déroule un an plus tard. Le gagnant de ce jeu deviendra grand chef du camp. Le jeu d’élimination prend moins de place dans cette deuxième saison. La production a préféré développer les personnages et leurs relations au lieu de mettre l’accent sur le jeu.
On y retrouve tout de même les moniteurs pour un autre été au Camp Saint-Cardinal. Cette fois, le prix à remporter est une promotion. L'histoire d'amour est toujours présente, mais les spectateurs découvrent aussi les motivations secrètes de Gruau, et de nouveaux animateurs se joignent à l'équipe. 

## Fiche technique
- Créateur : Alec Pronovost
- Réalisateur : Alec Pronovost
- Auteurs : Alec Pronovost et Alexandre Pelletier
- Script-édition : Benoit Pelletier, Charles-Alex Durand et Félix Brouillet
- Directeur de la photographie : Christophe Fortin
- Producteurs : Guillaume Arsenault / Mathieu Cauchon / Julien T. Chartier / Louis Morissette / Alain Chicoine / Louis-Philippe Drolet / Mélanie Viau
- Direction artistique : Laura Lemelin-Rainville
- Prise de son : Thomas Sédillot et Alexandre LeBlanc

## Distribution
- Louis Carrière : Clochette
- Daphnée Côté-Hallé : Quenouille
- Olivier Trahan : Renard
- Jérémy Laliberté : Gruau
- Anthony Montreuil : Pizza
- Rosalie Vaillancourt : Slingshot
- David Beaucage : Vertèbres
- David Bourbonnais : Glue
- Jay Du Temple : Hercule
- Brian Piton : Carl
- Alexy Daoust-Bernier : Timothé
- François Larouche : Shadow
- Charlie Lemay-Thivierge : Panini

## Liste des épisodes

### Saison 1
1. School's Out
2. Cowboy
3. Frère Bob
4. Vision tigrée
5. Commando 2000
6. Flocon d'avoine
7. Rédemption
8. Kumbaya

### Saison 2
1. Coin de Paradis
2. La Saint-Valentin (des campeurs)
3. La rumba chez Glue
4. La Vida Es Un Carnaval
5. Maison Hantée
6. Psychorigide
7. La Princesse et le Dragon
8. Romance à Brooklyn
9. Kick la cacanne!
10. Le chalet de fin d'été (de cet été-là)

## Prix et sélections
Le Killing est lauréate d’un prix Numix : Production linéaire - Humour (2019,).
La série a également été nommée aux prix Gémeaux et aux Oliviers.
Dès sa première saison, la série a été reconnue pour sa qualité. ArtTV la qualifie de marquante : « La série réussit à capter notre attention grâce au scénario simple, mais efficace, et à sa réalisation sans temps mort. Les répliques très punchées aux lignes assassines – jeu de mots intentionnel – sont interprétées avec brio. Quoi de plus ? Le Killing met en vedette une multitude de nouveaux visages. Un mot : fraîcheur ». La Presse et le Huffington Post ont également recommandé la série,.